# Mouvement de sanctification
Le Mouvement de sanctification (Holiness movement en anglais) est un courant chrétien issu du protestantisme méthodiste. Le mouvement se distingue par l’importance qu’il donne à la doctrine de la « perfection chrétienne » dérivée de l'enseignement de John Wesley (1703-1791), à savoir la croyance qu’il est possible de vivre libre du péché volontaire, et en particulier la croyance que cela peut être accompli instantanément par la grâce. En 1894, ce mouvement se sépare du méthodisme. Il rassemble aujourd'hui plus de 12 millions de croyants dans le monde. Sa contribution historique a été de déclencher le développement du pentecôtisme et du renouveau charismatique, des mouvements majeurs dans le paysage du christianisme du XXIe siècle.

## Doctrine
Les membres du mouvement de sanctification adhèrent à la doctrine – vigoureusement contestée par de nombreux luthériens et réformés - de la perfection chrétienne, qui a pour principe que les croyants qui sont d’abord sauvés et régénérés par la grâce divine, peuvent ensuite être libérés de l’envie de commettre tout péché volontaire. Cette expérience personnelle, nommée sanctification complète (en anglais : entire sanctification), est réalisée par la « seconde œuvre de la grâce » ou « seconde bénédiction » qui œuvre au travers de l’Esprit saint. Elle n’empêche pas le croyant sanctifié de pécher mais il lui est possible de vivre une vie morale, épurée si ce n’est de toute occasion de chute, du moins de la plus grande partie d’entre elles.
Pour cela le mouvement de sanctification prône de suivre la loi divine avec rigueur. C’est ainsi que de nombreux groupes s’interdisent toute consommation d’alcool, de jeu d’argent et parfois de danse et autres divertissements tels que le théâtre ou le cinéma.

## Fondements théologiques
Les racines du mouvement de sanctification sont les suivantes :
- la Réforme protestante, avec sa doctrine du salut par la foi par la seule grâce divine,
- le puritanisme du XVIIe siècle anglais et sa version américaine avec son insistance sur la fidélité absolue à la Bible et le droit d’être en désaccord avec l’église officielle,
- le piétisme allemand du XVIIe siècle , conduit par Philipp Jacob Spener et les Frères moraves, qui combinait la recherché spirituelle individuelle avec la responsabilité de vivre une vie droite et intègre,
- le quiétisme, tel qu’enseigné par la Société religieuse des Amis (les quakers), avec sa conviction que chaque individu peut faire l’expérience d’un contact avec Dieu et peut comprendre quelle est la volonté de Dieu pour lui-même,
- Le premier Réveil des années 1730 en Angleterre sous la conduite de George Whitefield et des frères John et Charles Wesley, et aux États-Unis avec Jonathan Edwards qui mit à l’honneur ce qui était jusque-là le concept purement orthodoxe de théosis, les enseignements du piétisme allemand, et le besoin pour chaque chrétien de connaître une expérience de conversion religieuse,
- Le second grand réveil du XIXe siècle aux États-Unis, propagé par, entre autres, Francis Asbury (1745-1816), Charles Finney (1792-1875), Lyman Beecher (1775-1863) et Phoebe Palmer (1807-1874), qui mit lui aussi l’accent sur le besoin de sanctification personnelle et se caractérise par la multiplication des meetings évangéliques[6].

## Historique

### Émergence du mouvement de sanctification

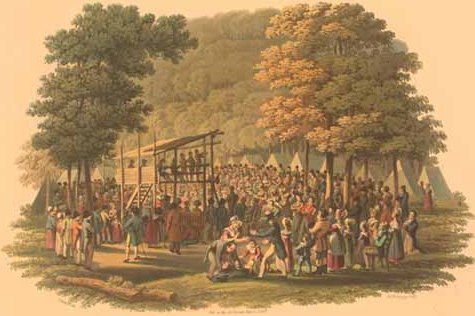
Camp meeting méthodiste, gravure de 1819 (Library of Congress).

#### Propagateurs méthodistes
Bien qu’il se soit propagé grâce au Grand Réveil sur une base pluri-confessionnelle, et bien qu’il soit très loin de faire l’unanimité parmi les méthodistes, le décollage du mouvement de sanctification doit presque tout au méthodisme : d’une part il s’appuie sur la doctrine de la perfection chrétienne développée par John Wesley dans son ouvrage A Plain Account of Christian Perfection, et d’autre part une partie des méthodistes américains se sont consacrés à sa propagation dès la fin du XVIIIe siècle. À partir de 1840, le grand réveil et la diffusion du méthodisme au travers des « camp meetings » font beaucoup pour diffuser le mouvement de sanctification. Il est à noter que deux dénominations se réclamant de John Wesley et du mouvement de sanctification se sépareront de l’Église épiscopalienne méthodiste pendant cette période. En 1843 Orange Scott fonda la Wesleyan Methodist Connection (ancêtre de l’Église wesleyenne Wesleyan Church (en)) à Utica, dans l’État de New York. En 1860, B.T. Roberts et John Wesley Redfield fondèrent l’Église méthodiste libre (Free Methodist Church) qui s’attacha aux idéaux d’abolitionnisme, d’égalitarisme et de sanctification par la “seconde bénédiction”. Le plaidoyer et l’action en faveur des pauvres restera une caractéristique de ces églises d’inspiration méthodiste.
Parmi les premiers et ardents propagateurs méthodistes du mouvement, on peut citer le cercle new-yorkais se réunissant autour du couple Palmer et la mission au Canada du pasteur Caughey.
- À New York, des dizaines de personnes dont des évêques méthodistes participent aux « Tuesday Meetings » lancés dès 1835 sous la conduite de Sarah A. Lankford puis de sa sœur Phoebe Palmer qui disait avoir vécu une expérience de sanctification complète en 1837 et devint un des grands propagateurs du mouvement de sanctification naissant. Simultanément, à Boston, le pasteur méthodiste Thimothy Merritt fondait un journal nommé « le guide vers la perfection chrétienne » qui devint ensuite « le guide vers la sainteté » atteignant un tirage de 30 000 exemplaires[10]. Le docteur Walter Palmer et son épouse Phoebe rachetèrent le journal en 1865.
- Au Canada, le pasteur méthodiste James Caughey, missionnaire américain envoyé en Ontario par l’Église méthodiste wesleyenne (Wesleyan Methodist Church) des années 1840 jusqu’en 1864, réalisa des conversions massives, particulièrement dans l’ouest canadien dans les années 1851-1853 en combinant un appel modéré à l’émotion religieuse et un appel sans ambiguïté à l’engagement personnel, réalisant ainsi la synthèse entre le style émotionnel des « camp meetings » et les attentes d’un public méthodiste urbain plus sophistiqué[11]. Sous son ministère, un réveil a pris place en Ontario, en 1857[9].

#### Succès au-delà du méthodisme
Le mouvement de sanctification attire rapidement des adeptes non méthodistes qui deviennent également ses ardents propagateurs :
- le congrégationaliste Thomas Upham (en), qui avait été un participant précoce des Tuesday Meetings se lança dans des recherches sur le mysticisme et identifia un certain nombre de précurseurs au mouvement de sanctification parmi lesquels le piétiste allemand Johann Arndt et la quiétiste catholique Madame Guyon.
- le calviniste Asa Mahan (en), président du Oberlin College, et Charles Grandison Finney, évangéliste lié au collège, dirent avoir reçu le baptême de l’esprit en 1836 et furent d’ardents défenseurs de l’abolition de l’esclavage[12].
- le presbytérien William Boardman renforça le message de ses campagnes d’évangélisation par la publication en 1858 d’un livre The Higher Christian Life, qui marqua le point haut du développement du mouvement avant la pause forcée de la Guerre de Sécession (1861-1865). Le "Mouvement pour une vie supérieure" se développa en Grande-Bretagne sur les idées du livre (voir plus loin).
- La quaker américaine Hannah Whitall Smith fit une expérience personnelle de la conversion pendant les années 1860. Elle découvrit cette occasion ce qu’elle appelait le secret de la vie chrétienne : le fait de consacrer totalement sa vie à Dieu, et simultanément de laisser Dieu transformer sa vie. Son mari fit la même expérience lors d’un camp meeting en 1867. Le couple devint le principal animateur de la déjà célèbre "convention de Keswick", qui forma la base Réveil de sanctification de Keswick[13].

### Après la Guerre de Sécession

#### Expansion rapide du mouvement de sanctification
Après la Guerre de Sécession (1861-1865), de nombreux adhérents du mouvement de sanctification — pour la plupart méthodistes — voulurent retrouver les temps forts des « camp meetings » méthodistes qu’ils avaient connus pendant l’époque du Réveil.
Le premier de ces camps clairement marqué au coin du mouvement de sanctification réunit 10 000 personnes à Vineland dans le New Jersey en 1867. Ses principaux animateurs étaient les pasteurs méthodistes John S. Inskip, John A. Wood et Alfred Cookman. Au cours d’une réunion de prière à genoux à l’issue de ces journées, le groupe des organisateurs décida de tenir un autre meeting du même genre l’année suivante. Cette organisation se fit connaître sous le nom d’Association nationale de la Sanctification (National Holiness Association), puis de Partenariat pour la Sanctification chrétienne (Christian Holiness Partnership (en)).
Le deuxième « camp meeting » national, tenu à Manheim en Pennsylvanie, réunit 25 000 personnes venues de tous les États-Unis. Certains le surnommèrent une « Pentecôte ». Le culte du lundi soir devint presque légendaire en raison de l’impact spirituel et de l’influence qu’il dégagea. Le troisième camp meeting national se réunit à Round Lake, dans l’État de New York. Cette fois, il fut couvert par la presse national, ce qui assura une notoriété instantanée à bon nombre des organisateurs.
Dans les années 1870, la ferveur revivaliste de mouvement de réveil de Keswick s’empara de la Grande- Bretagne où il fut parfois appelé le Mouvement de Vie supérieure, du nom du livre de William Boardman (voir plus haut). Ce mouvement tint des conférences à Broadlands et Oxford en 1874 puis à Brighton et Keswick en 1875. La Convention de Keswick devint rapidement le centre névralgique du Mouvement de Sanctification en Grande-Bretagne.
La Mission de la Foi (Faith Mission (en)) en Écosse fut un autre conséquence du Mouvement de Sanctification britannique. Il y eut aussi des conséquences aux États-Unis : en 1874, Albert Benjamin Simpson ayant lu l’ouvrage de William Boardman ressentit le besoin d’une vie plus sanctifiée. Simpson fonda l’Alliance chrétienne et missionnaire (Christian and Missionary Alliance).
Des associations américaines de sanctification commencèrent à se former à la suite de cette nouvelle vague de « camp meetings », telle que l’Association de Sanctification de l’Ouest (« Western Holiness Association ») - première association régionale, formée à Bloomington, dans l'Illinois, et préfigurant les futures séparations entre méthodisme et mouvement de sanctification. En 1877, plusieurs "conventions de sanctification générale" se rencontrent à Cincinnati et à New York.
En 1871, l’évangéliste américain Dwight L. Moody fit une expérience de baptême de l’esprit après des rencontres avec deux femmes de l’Église méthodiste libre mais il la baptisa « expérience avec la puissance » et conserva l’idée d’une sanctification progressive. Il ne s’affilia donc pas au mouvement de sanctification méthodiste-wesleyien. Ses idées sont toujours celle des églises qui se réclament de lui aujourd’hui.

#### Structuration du mouvement de sanctification

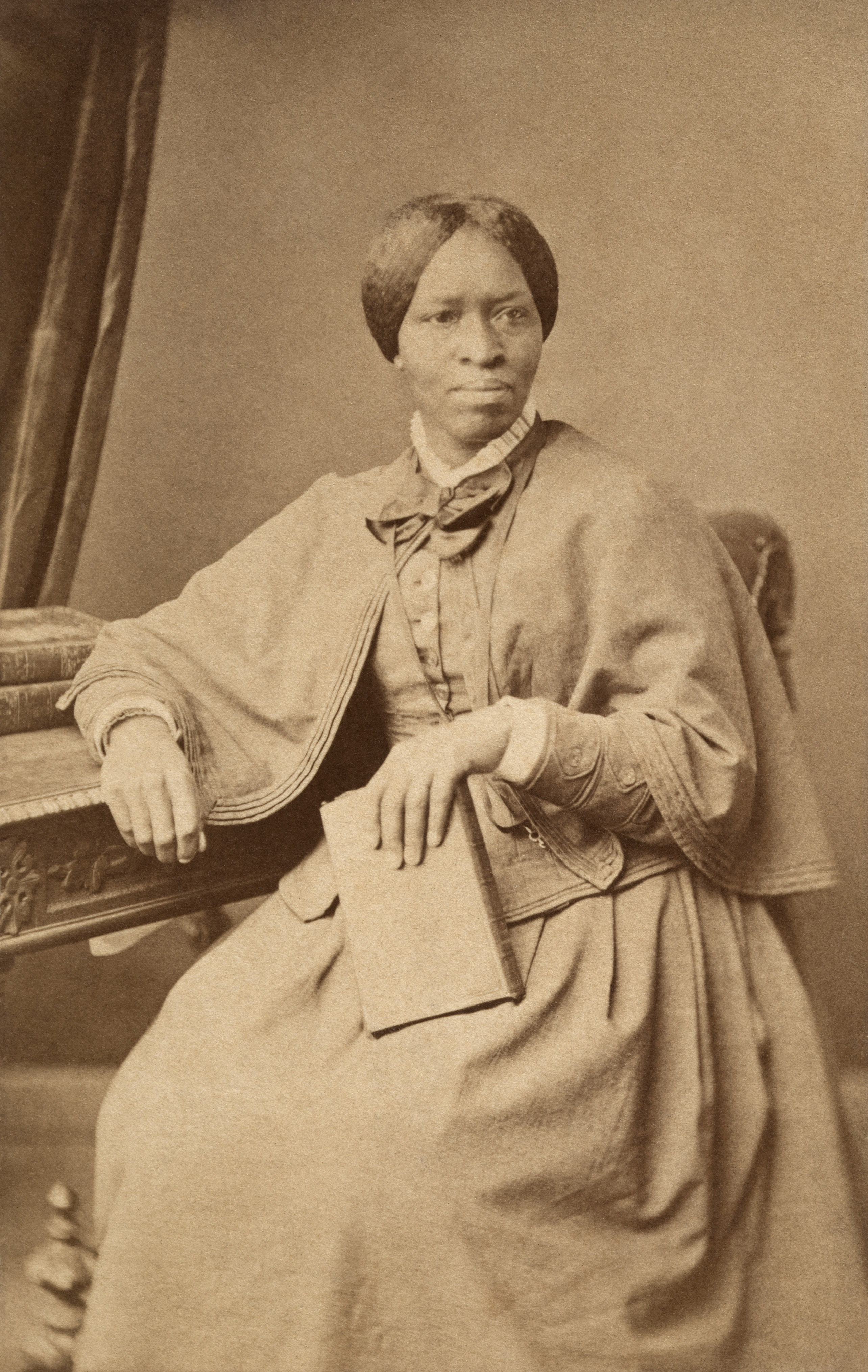
Amanda Smith, une des figures du mouvement de sanctification. Elle était une prêcheuse méthodiste. Vers 1885.

La grande majorité des adhérents au mouvement de sanctification restèrent membres des principales églises méthodistes américaines, notamment de l’Église épiscopalienne méthodiste. Il y avait toutefois une certaine agitation dans les milieux méthodistes car certains pensaient que la dénomination avait perdu sa ferveur. La Wesleyan Methodist Church (en) (en 1841) et l’Église méthodiste libre (en 1860) se séparèrent du méthodisme pour former les premières Églises du mouvement de sanctification. Toutes deux défendaient l’abolition de l’esclavage en plus de leur adhésion à doctrine de la perfection chrétienne.
Ceux des adhérents qui provenaient d’autres traditions théologiques fondèrent des organisations wesleyennes spécifiques. En 1881, Daniel Sidney Warner (en) lança le « mouvement de réformation de l’Église de Dieu », devenu aujourd’hui l’Église de Dieu d’Anderson (à Anderson, Indiana), introduisant le restaurationnisme dans le mouvement de sanctification.
Le livre de Phoebe Palmer, “la promesse du père”, publié en 1859, qui argumentait en faveur de l’accès des femmes au ministère pastoral, influença Catherine Booth, cofondatrice de l’Armée du Salut (la pratique du ministère féminin est assez répandue dans le mouvement de sanctification mais pas universel). La fondation de l’Armée du Salut permit à l'étoile du mouvement de sanctification de continuer à briller au sein des églises méthodistes.
Le mouvement de sanctification s’engagea aussi dans une intense activité missionnaire :
- Le méthodiste Martin Wells Knapp fonda en 1897 l’International Holiness Union and Prayer League à Cincinnati, Ohio, qu idevint ensuite l’Église de sanctification du pèlerin (Pilgrim Holiness Church (en)), une organisation missionnaire qui connut un grand succès en Corée au Japon, en Chine, en Inde, en Afrique australe et en Amérique latine. (Auparavant Knapp avait également fondé le magazine «God’s Revivalist» en 1883, puis ultérieurement, en 1900, l’université chrétienne God's Bible School and College (en).)
- One Mission Society (en) fondée sous le nom de « Oriental Mission Society » pour propager le méthodisme au Japon est devenue la plus grande organisation missionnaire du mouvement de sanctification.

#### Divisions au sein du méthodisme

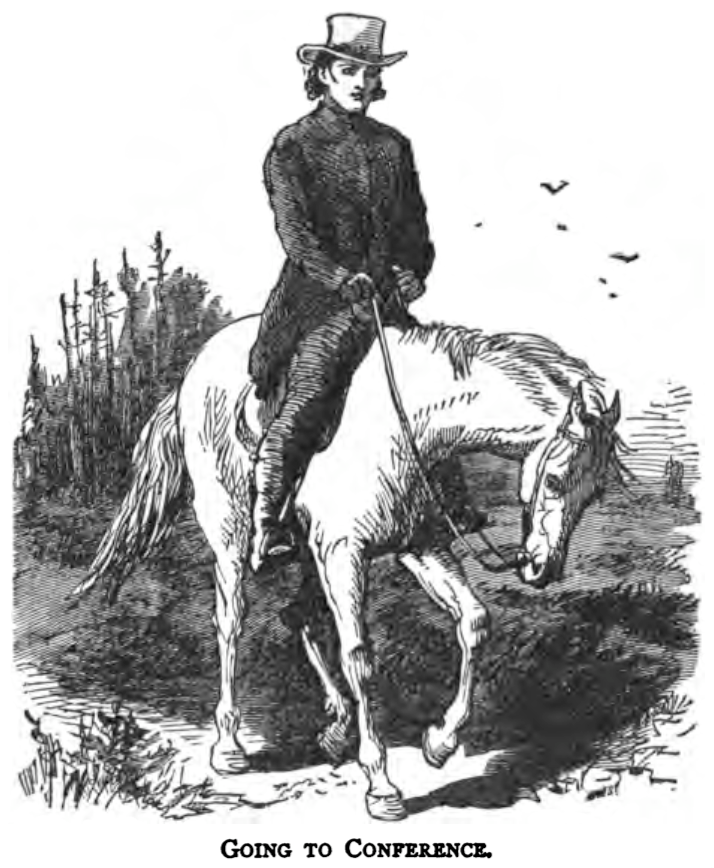
Illustration tirée du livre The Circuit Rider: A Tale of the Heroic Age d’ représentant un prédicateur méthodiste itinérant

Les tensions étaient parfois vives entre les méthodistes qui n’adhéraient pas au mouvement de sanctification et les autres. Dans les années 1890, on estime que la proportion de ceux qui souscrivaient aux idées du mouvement de sanctification représentait entre un tiers et la moitié des quelque 4 millions de méthodistes américains.
Aux premières églises en rupture avec le rameau méthodiste s’ajouta en 1908 l’Église du Nazaréen. Le pasteur méthodiste Benjamin Franklin Haynes (en) a laissé un témoignage de première main de cette époque dans son livre Tempest-Tossed on Methodist Seas (« malmené par la tempête dans des mers méthodistes ») qui raconte sa rupture avec l’Église épiscopale méthodiste pour rejoindre ce qui allait devenir l’Église du Nazaréen. La tension culmine lors de la conférence de l’Église épiscopale méthodiste de 1898 qui adopte une règle interdisant à tout pasteur ou diacre méthodiste de prêcher sur le territoire d’une église méthodiste sans son accord, faute de quoi il s’expose à des poursuites en justice !
De nombreux pasteurs ou prédicateurs itinérants du mouvement de sanctification trouvèrent difficile de poursuivre leur ministère dans ces conditions, surtout là où l’Église méthodiste était hostile au mouvement de sanctification, et cela conduit à la formation de nombreuses organisations dissidentes. Elles se regroupèrent essentiellement au sein de l’Église du Nazaréen et del’Église méthodiste libre.
Le nombre de ceux qui quittèrent les principales dénominations méthodistes à cette époque pour adhérer à ces églises du mouvement de sanctification n’excédèrent pas 100 000 personnes.

### AuXXesiècle
Au début du XXe siècle, la tradition des “camp meetings” et des campagnes d’évangélisation réalisées avec le concours des églises locales se poursuivit. L'évangéliste baptiste britannique Oswald Chambers diffuse son petit ouvrage de dévotion My Utmost for His Highest dans le monde entier. Les mouvements pentecôtistes et charismatiques prirent de l’importance et s’attachèrent certains des membres du mouvement de sanctification. Le mouvement de sanctification eut par ailleurs de bonnes relations avec le fondamentalisme évangélique mais fut parfois submergé par l’arrivée des méthodes de la critique radicale des textes sacrés et autres écoles de pensée libérale. Le mouvement de sanctification se trouva ainsi marginalisé dans certaines églises comme lors de la fusion entre Églises méthodistes qui conduisit à former l’Église méthodiste unie en 1939 mais il put se maintenir dans certaines institutions telles que l’université Azusa Pacific University (en).
La division et la marginalisation du mouvement de sanctification s’accentua après la Deuxième Guerre mondiale. Mécontent de l’évolution de la société et de l’opinion y compris à l’intérieur de leurs églises, certains formèrent le Mouvement de Sanctification conservateur (Conservative Holiness Movement (en)).

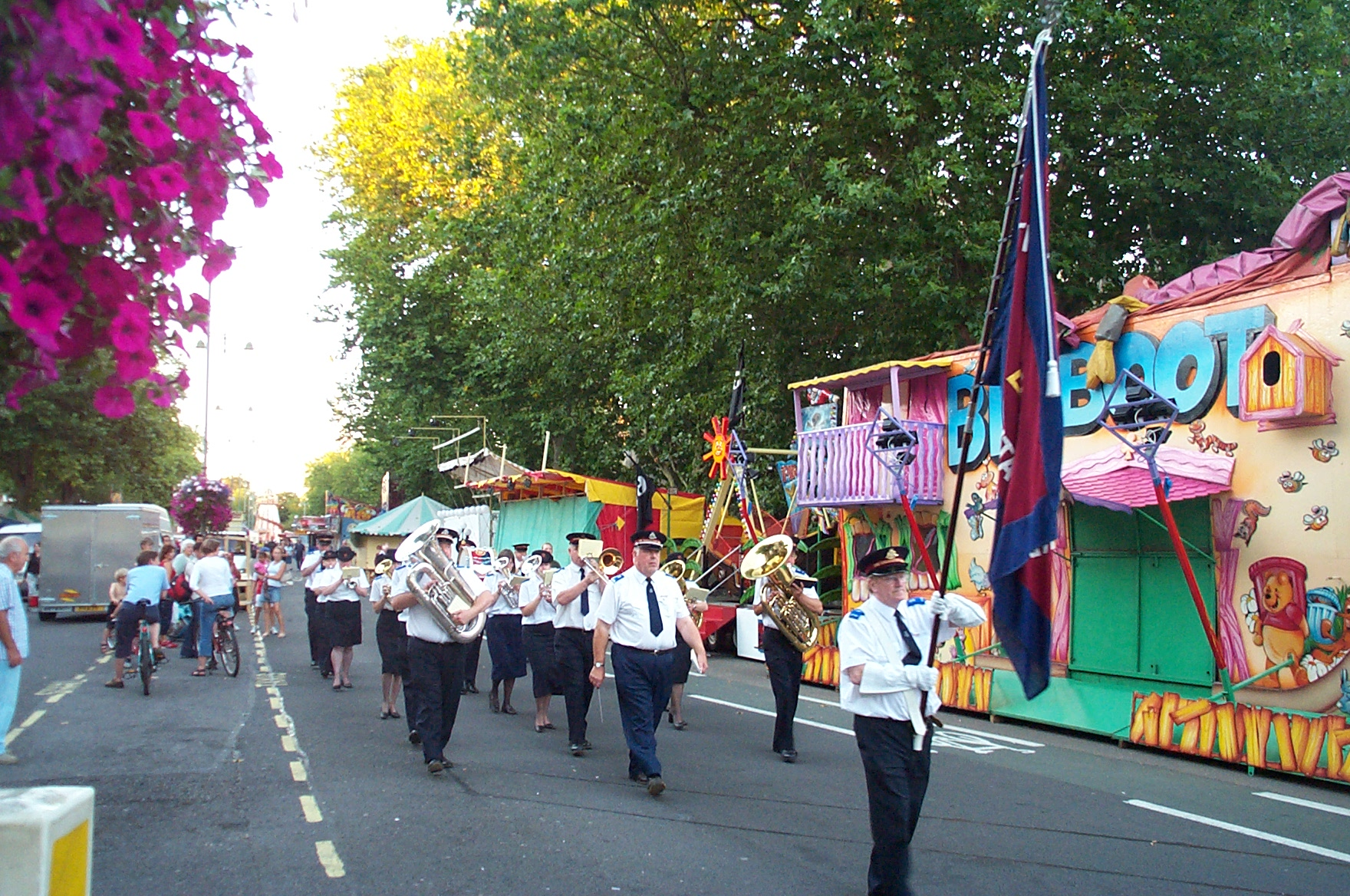
Un défilé de l'Armée du salut à Oxford, en Angleterre.

La plupart des églises du mouvement s’assimilèrent aux évangéliques de la National Association of Evangelicals (en), développant une forme de mépris pour le « légalisme », abandonnant leurs interdits vis-à-vis de la danse et du théâtre mais persistant dans la prohibition du tabac et de l’alcool. Comme les évangéliques, ils adoptèrent des positions fermes sur le caractère sacré du mariage et l’importance de l’abstinence sexuelle avant le mariage. Dans les années 1970, l’opposition à l’avortement devint un thème récurrent et pendant les années 1990, les positions contre l’homosexualité active se multiplièrent. La tradition d’engagement social et charitable se poursuivit en particulier au travers de l’Armée du salut et d’autres organisations d’entraide.

### Situation actuelle (XXIesiècle)
Confrontés à une forte crise d’identité et à une érosion de leur membership, les évangéliques du mouvement de sanctification wesleyen ont conduit plusieurs conférences inter-dénominationelles pour clarifier la différence entre la théologie wesleyenne et celle des autres évangéliques, pour mieux prendre en compte le questions sociales actuelles et pouvoir séduire dans un monde post-moderne. Citons à titre d’exemple le « manifeste de la sanctification » (The Holiness Manifesto) publié en 2006 par le Consortium wesleyen de la sanctification (‘’Wesleyan Holiness Consortium’’).
Le nombre total d’adhérents engagés dans la vie d’église du mouvement de sanctification est aujourd’hui d’environ 12 millions. 21 églises sont associées au Partenariat de la Sanctification chrétienne (“Christian Holiness Partnership (en)), et, en sus, des centaines de paroisses ou églises locales ne sont pas identifiées comme membre du Partenariat. Aucune église du mouvement de sanctification n’est membre du Conseil œcuménique des Églises, mais plusieurs églises membres en sont traditionnellement proches.
L’Église du Nazaréen, l’Église wesleyenne Wesleyan Church (en) et l’Église méthodiste libre sont les plus grandes églises évangéliques wesleyennes représentatives du mouvement de sanctification aujourd’hui. Des pourparlers en vue d’une fusion ont été menés mais ont abouti à la création d’organes de coopération comme la « Global Wesleyan Alliance »,.
Certaines institutions d'enseignement sont affiliées au mouvement de sanctification, par exemple l'université d'Asbury qui a fait parler d'elle lors du réveil de 2023, qui fait lui-même suite à plusieurs autres dans la pure tradition méthodiste.

## De la sanctification au Pentecôtisme

### Naissance du pentecôtisme
Le pentecôtisme est directement issu du mouvement de sanctification. Il s’est développé sur le terreau du mouvement de sanctification à partir du « Réveil d'Azusa Street », qui a eu lieu en 1906 à Los Angeles à l’initiative de William Joseph Seymour (1870-1922), un pasteur méthodiste afro-américain qui croyait fermement à la valeur de la glossolalie (ou « parler en langues »).
Expulsé de l’église méthodiste par un pasteur qui ne croyait pas du tout à ces manifestations, il poursuivit sa prédication dans un bâtiment d’une ancienne église méthodiste épiscopale africaine, dans Azusa Street, d’où le nom du mouvement. Ce Réveil se caractérisait par son caractère multiracial et réunissait des chrétiens de tous milieux à la recherche d’une expérience plus forte du Saint-Esprit, ce qui en fit le plus contagieux des réveils pentecôtistes. Le mouvement se répandit ensuite dans tous les États-Unis, tant dans les régions urbaines que rurales. Il s’est aujourd’hui répandu dans le monde entier, où l’on compte environ 78 millions de pentecôtistes, et 510 millions d’adhérents des différents mouvements charismatiques eux-mêmes issus ou inspirés par les pentecôtistes. Au total ce sont donc indirectement quelque 600 millions de chrétiens qui sont issus du mouvement de sanctification.

### Points de convergence
Beaucoup de pentecôtistes ont conservé aujourd’hui le plus clair de la doctrine et des pratiques du mouvement de sanctification. Plusieurs églises pentecôtistes ont aussi conservé le mot sanctification dans leur nom, comme l’Église International Pentecostal Holiness Church. Les termes de « pentecôte » et d’« apostolique », qui sont aujourd’hui utilisés par les adhérents des mouvements pentecôtistes et charismatiques, l’ont d’abord été par les églises issues du mouvement de sanctification en liaison avec le style de vie consacré à Dieu que décrit le Nouveau Testament.
Le pentecôtisme et le mouvement de sanctification ont en particulier en commun l’importance qu’elles accordent à l’expérience de la rencontre du croyant avec Dieu après sa conversion, une expérience qu’elles appellent le baptême du Saint-Esprit. Elles souscrivent aussi à l’ensemble des doctrines essentielles du protestantisme et à ses pratiques : autorité de la Bible, y compris dans les questions morales de la vie quotidienne.

### Points de différenciation
À la différence du mouvement de sanctification, le mouvement de Pentecôte croit que le baptême du Saint-Esprit s’accompagne de manifestations extérieures plus ou moins surnaturelles comme le parler en langues ou glossolalie, le don de prophétie ou le don de guérison. Cela n’empêche pas que
Pendant le "Réveil d'Azusa Street", ces pratiques ont été vigoureusement rejetées par les leaders du mouvement de sanctification. L’un d’eux, Alma White, évêque de l’église Pillar of Fire Church (en), écrivit en 1936 un livre contre les pratiques pentecôtistes, intitulé Démons et langues, où elle traitait le “parler en langues” de "charabia satanique" et les services religieux pentecôtistes de "sommets du culte de Satan". Il est vrai qu’elle était assez extrême dans de nombreux domaines et que la majorité des églises du mouvement de sanctification admettent aujourd’hui la légitimité du parler en langues inconnues, sans en faire le signe de sanctification que les pentecôtistes y voient.

## Exemples d'Églises ou mouvements issus du mouvement de sanctification
- Église méthodiste libre
- Armée du salut
- Église du Nazaréen
- Alliance chrétienne et missionnaire
- Église de Dieu (Anderson)
- Mouvement pour une vie supérieure